# Suphis fluviatilis
Suphis fluviatilis is een keversoort uit de familie diksprietwaterkevers (Noteridae). De wetenschappelijke naam van de soort werd in 1948 gepubliceerd door Félix Guignot.